# Amnesia: Mroczny obłęd
Amnesia: Mroczny obłęd (ang. Amnesia: The Dark Descent, w Rosji jako Амнезия. Призрак прошлого; wcześniej Lux Tenebras oraz Unknown) – niezależna komputerowa gra przygodowa z elementami survival horroru stworzona przez szwedzką firmę Frictional Games. Pierwotnie wydana została niezależnie 8 września 2010 roku na platformy Microsoft Windows, OS X i Linux za pomocą dystrybucji cyfrowej w usłudze Steam, później ukazała się także w sprzedaży detalicznej. Wydano również jej ścieżkę dźwiękową, pięć opowiadań osadzonych w świecie gry oraz darmowe rozszerzenie o nazwie Justine, dostępnych jest też wiele modyfikacji stworzonych przez fanów.
Protagonistą gry jest mężczyzna o imieniu Daniel, który budzi się pozbawiony wspomnień w mrocznym, niepokojącym zamku. Podczas jego eksploracji musi unikać potworów i innych niebezpieczeństw oraz rozwiązywać zagadki, aby dotrzeć do barona Aleksandra i go zabić w celu uwolnienia się od mrocznych mocy, które go prześladują.
Gra została dobrze przyjęta przez recenzentów, zyskując miano jednej z najstraszniejszych gier w historii, oraz zdobyła trzy nagrody na Independent Games Festival w 2011 roku. 10 września 2013 roku ukazał się jej sequel zatytułowany Amnesia: A Machine for Pigs. 22 listopada 2016 roku gra ukazała się na PlayStation 4 w zestawie Amnesia: Collection razem z Justine i Amnesia: A Machine for Pigs. Zestaw ten ukazał się także na Xbox One 28 września 2018 roku oraz na Nintendo Switch 12 września 2019 roku. W październiku 2020 roku ukazała się jej kolejna kontynuacja o tytule Amnesia: Rebirth, a w czerwcu 2023 roku wydano Amnesia: The Bunker.

## Fabuła

### Amnesia: Mroczny obłęd
W sierpniu 1839 roku Daniel, młody mężczyzna z Londynu, budzi się w ciemnym korytarzu pruskiego zamku Brennenburg, niewiele wiedząc o sobie i swojej przeszłości. Pamięta jedynie swoje imię oraz że mieszka w dzielnicy Mayfair i że coś go prześladuje. Krótko po odzyskaniu przytomności Daniel znajduje list napisany do samego siebie, z którego dowiaduje się, że celowo pozbawił się własnej pamięci i że musi zejść do sanktuarium zamku, aby zabić barona Aleksandra.
Daniel zaczyna eksplorację zamku, w trakcie której poznaje swoją przeszłość i odzyskuje wspomnienia dzięki znajdywanym notatkom i doświadczanym wizjom. Źródłem jego kłopotów okazuje się tajemnicza kula, znaleziona przez niego w Afryce, która sprowadziła na niego złowieszczy „Cień”. Skontaktował się w tej sprawie z kilkoma osobami, jednak dowiedział się, że każda z nich potem umarła. Zdesperowany zwrócił się do barona Aleksandra, który obiecał mu pomóc pozbyć się zagrożenia. Jednak prawdziwym celem barona było przeniesienie się do swojego rodzimego wymiaru, z którego został wygnany. Aby to osiągnąć, zbierał on razem z Danielem energię Vitae poprzez torturowanie niewinnych ludzi, twierdząc, że są to przestępcy i że pozwoli to go ocalić oraz utrzymać strażnika kuli z dala od zamku. Daniel jednak zorientował się, że baron kłamie i postanowił mu przeszkodzić.
Gdy w końcu dociera do sanktuarium, droga do Aleksandra jest blokowana przez silną barierę. Z pomocą przychodzi mu Agrippa, więzień barona, który mówi mu, by znalazł fragmenty roztrzaskanej kuli i zniszczył barierę. Doradza też, aby sporządził miksturę opracowaną przez jego ucznia Weyera, która uwolniłaby Agrippę z jego ciała, a potem odciął mu głowę i użył jej do pokrzyżowania planów barona. Gra może zakończyć się na trzy sposoby: Danielowi może się nie udać powstrzymać barona, przez co staje się jego ofiarą; może zniszczyć portal poprzez przewracanie filarów, zabijając Aleksandra, a samemu uciekając; może też posłuchać rady Agrippy i wrzucić jego głowę do portalu, przez co mrok pochłonie zarówno barona, jak i Daniela, lecz zakończenie to sugeruje, że Daniel zostanie uratowany, gdyż słyszy on głosy Agrippy i Weyera.

### Amnesia: Justine
Gracz kieruje poczynaniami bezimiennej kobiety, która budzi się w celi pozbawiona swoich wspomnień. Z fonografu zostaje odtworzone nagranie, w którym kobieta o imieniu Justine mówi jej, że jest obiektem testu psychologicznego.
Postać gracza musi pokonać trzy zagadki w celu wydostania się z lochów. Każdą z nich można rozwiązać na dwa sposoby: pierwszy jest łatwy, ale prowadzi do zabicia niewinnej osoby, drugi jest trudniejszy, ale nie powoduje żadnych ofiar. Ponadto jest prześladowana przez trzy potwory, które okazują się kochankami Justine, wypaczonymi przez fizyczne i psychiczne tortury.
W końcu bohaterka dociera do pomieszczenia, w którym dowiaduje się z nagrania, że to ona jest Justine i poddała się temu testowi, aby sprawdzić, czy zostało w niej coś z miłosierdzia lub człowieczeństwa. Ściany zaczynają się do siebie zbliżać, co grozi jej zmiażdżeniem, jednak kobieta mdleje i budzi się przy schodach prowadzących do jadalni zamku. Sekwencja kończąca różni się słyszanymi dialogami w zależności od liczby osób uratowanych przez Justine.

## Rozgrywka
Amnesia: Mroczny obłęd to komputerowa gra przygodowa przedstawiona z perspektywy pierwszej osoby posiadająca elementy survival horroru. Postacią gracza jest w niej mężczyzna o imieniu Daniel, który musi poruszać się po mrocznym zamku, unikając różnych niebezpieczeństw oraz rozwiązując zagadki, które umożliwiają mu dalsze postępy. Rozgrywka przypomina tę zaprezentowaną wcześniej przez twórców w serii Penumbra. Podobnie do niej silnik gry pozwala na fizyczną interakcję z przedmiotami, co jest wykorzystywane w wielu zagadkach. Gracz może przechowywać małe przedmioty w menu ekwipunku. Większe może podnieść przytrzymując przycisk kontrolera i przenieść bądź rzucić je w inne miejsce. Obiektów takich jak drzwi lub dźwignie gracz używa poprzez wciśnięcie i przytrzymanie przycisku kontrolera, a następnie wykonanie kontrolerem ruchu imitującego przesuwanie przedmiotu.
Na początku gry gracz dokonuje wyboru pomiędzy normalnym i wysokim poziomem trudności, nie można go później zmienić w trakcie rozgrywki. Gracz musi uważać na poczytalność Daniela, którą zmniejsza zbyt długie przebywanie w ciemności, obserwowanie niepokojących zdarzeń lub patrzenie na potwory. Skutkiem niskiej kondycji psychicznej są wzrokowe i słuchowe halucynacje oraz zwiększona szansa na przyciągnięcie uwagi przeciwników. Całkowite jej wyczerpanie skutkuje chwilowym opadnięciem z sił bohatera lub śmierć w przypadku wysokiego poziomu trudności. Źródła światła pomagają odzyskać poczytalność, a jeśli gracz nie ma dostępu do żadnego z nich, może zapalić zgaszone świeczki czy pochodnie za pomocą krzesiw lub użyć lampy oliwnej. Gracz ma ograniczoną ilość krzesiw i oleju w lampie, jednak może je znaleźć w niektórych miejscach na poziomach gry. Na wysokim poziomie trudności gracz znajdzie mniej krzesiw i oliwy, a krzesiwa są wymagane do wykonania zapisu gry, gdyż automatyczne zapisy są wyłączone. Przebywanie w świetle może przyciągnąć uwagę potworów. Poczytalność jest również przywracana, gdy gracz wypełni zadanie lub zrobi inny postęp w grze.
Gdy potwór zobaczy Daniela, będzie go ścigał, aż ten zniknie mu z oczu. Gracz nie może walczyć z przeciwnikami, musi więc unikać spostrzeżenia przez przeciwników lub uciekać przed nimi. Postać gracza może wytrzymać kilka ciosów potwora, lecz w końcu zginie, powodując wczytanie wcześniejszego zapisu gry. Gracz może leczyć rany Daniela poprzez użycie laudanum znajdowanego podczas gry. Aby się ukryć, gracz może zamykać za sobą drzwi i budować barykady z przedmiotów. Przeciwnicy potrafią jednak niszczyć drzwi i przewracać przedmioty. Skuteczne jest również chowanie się w mroku, dzięki czemu Daniel nie zostanie zauważony przez potwory, jednak spadnie jego poczytalność. W trybie wysokiego poziomu trudności potwory są szybsze, dłużej poszukują gracza i łatwiej go zauważają, a także zadają więcej obrażeń. Znika też muzyka sygnalizująca niebezpieczeństwo w pobliżu.

## Tworzenie i wydanie
Prace nad grą rozpoczęły się już w 2008 roku, kiedy Frictional Games produkowało jeszcze dodatek Penumbra: Requiem. Początkowo gra była znana pod dwoma tytułami: Lux Tenebras, a później Unknown. 13 listopada 2009 roku ogłoszono obecny tytuł, Amnesia: The Dark Descent, a także otwarto stronę internetową i opublikowano pierwszy zwiastun. Początkowy projekt gry znacznie różnił się od finalnego produktu; producenci chcieli wprowadzić elementy walki podobne do tych z gry Penumbra: Przebudzenie. Twórcy zdali sobie sprawę, że walka sprawia takie same problemy jak w Przebudzeniu i postanowili zmienić rozgrywkę na bardziej podobną do tej w kontynuacji owej gry – Czarnej pladze. Ponadto usunięto pasek postępu obrazujący wykonywanie zadań, mikstury przywracające poczytalność oraz monety, a także zmniejszono liczbę przedmiotów na poziomach i zmieniono system poczytalności.
5 lutego 2010 roku ogłoszono, że na wszystkich platformach (Microsoft Windows, OS X i Linux) został osiągnięty etap alfa rozwoju gry. Dwa tygodnie później twórcy zaprezentowali nowy zwiastun, który pokazywał właściwą rozgrywkę, a na stronie studia rozpoczęto przedsprzedaż gry. Studio Frictional Games obiecało, że jeśli do 31 maja 2010 roku liczba zamówień przedpremierowych osiągnie 2000 sztuk, gra zostanie wzbogacona o dodatkową zawartość. Cel został osiągnięty na początku maja po obniżce ceny przedsprzedaży, która była wynikiem sukcesu pierwszego Humble Indie Bundle zawierającego m.in. grę Penumbra: Przebudzenie. Dodatkową zawartością okazały się komentarze twórców, które wzorowane były na systemie komentarzy zastosowanym po raz pierwszy w grze Half-Life 2 firmy Valve. Ujawniono też, że gra została przetestowana na trzech planowanych platformach, a data premiery ma nastąpić równocześnie na wszystkie z nich w sierpniu 2010 roku. Datę premiery przesunięto później na 8 września 2010 roku. 27 sierpnia 2010 roku ogłoszono, że uzyskała ona „złoty" status, co oznaczało, iż produkcja gry została zakończona i wkrótce będzie gotowa do sprzedaży. 3 września 2010 roku udostępniono jej wersję demonstracyjną zawierającą wybraną część rozgrywki i fabuły.
Premiera odbyła się 8 września 2010 roku w dystrybucji cyfrowej na platformie Steam. W wersji pudełkowej wydana została 10 września 2010 roku przez 1C-SoftClub/Snowball w Rosji i Europie Wschodniej, 19 listopada 2010 roku przez firmę Cenega w Polsce oraz 22 lutego 2011 roku przez THQ w Ameryce Północnej. Rosyjska wersja została w pełni zlokalizowana (dubbing i napisy), natomiast polska posiada możliwość wyboru pełnej angielskiej wersji językowej lub polskiej kinowej (angielskie głosy i polskie napisy). Opublikowano także pięć opowiadań autorstwa Mikaela Hedberga, których akcja dzieje się w świecie gry Amnesia.
Trzyletni koszt produkcji gry wyniósł 360 tys. USD. Wśród inspiracji nastroju i stylu gry twórcy, oprócz dzieł Howarda Lovecrafta, wymieniają książkę Soul Made Flesh Carla Zimmera i stare horrory takie jak Nawiedzony dom. Thomas Grip, jeden z głównych producentów tytułu, napisał w lipcu 2011 roku dla magazynu internetowego The Escapist post mortem gry zatytułowane „The Terrifying Tale of Amnesia”, gdzie szczegółowo opisał proces rozwoju gry, skupiając się głównie na nieustannie zmieniającym się projekcie i problemach finansowych, z którymi borykali się twórcy przez większość czasu produkcji gry.
W  listopadzie 2016 roku na konsolę PlayStation 4 grę wydano w zestawie Amnesia: Collection razem z Justine i Amnesia: A Machine for Pigs, a we wrześniu 2018 kolekcja ta ukazała się także na Xbox One z nowym, wysokim poziomem trudności i nowym osiągnięciem za ukończenie gry w tym trybie. W tym samym czasie tryb ten został także dodany do wersji na komputery osobiste, a później w marcu 2019 roku do wersji na PlayStation 4. 12 września 2019 roku Amnesia: Collection ukazała się na konsoli Nintendo Switch.

### Ścieżka dźwiękowa
Ścieżkę dźwiękową do gry skomponował Mikko Tarmia. Została ona wydana za pomocą dystrybucji cyfrowej 17 maja 2011 roku. Zawiera również utwory niewykorzystane w grze.
| Amnesia: The Dark Descent Original Soundtrack – 2007 | Amnesia: The Dark Descent Original Soundtrack – 2007 | Amnesia: The Dark Descent Original Soundtrack – 2007 |
| Nr                                                   | Tytuł utworu                                         | Długość                                              |
| ---------------------------------------------------- | ---------------------------------------------------- | ---------------------------------------------------- |
| 1.                                                   | „Menu Theme”                                         | 1:16                                                 |
| 2.                                                   | „Darkness”                                           | 1:16                                                 |
| 3.                                                   | „Lux Tenebras”                                       | 3:22                                                 |
| 4.                                                   | „Grand Hall”                                         | 1:27                                                 |
| 5.                                                   | „Ending: Alexander”                                  | 1:53                                                 |
| 6.                                                   | „Next To The Guardian”                               | 1:49                                                 |
| 7.                                                   | „Theme For Unknown”                                  | 3:04                                                 |
| 8.                                                   | „Dark Water”                                         | 1:17                                                 |
| 9.                                                   | „Daniel's Room”                                      | 1:08                                                 |
| 10.                                                  | „Grunt's Appearance”                                 | 1:14                                                 |
| 11.                                                  | „Back Hall”                                          | 1:22                                                 |
| 12.                                                  | „Ending: Agrippa”                                    | 1:56                                                 |
| 13.                                                  | „Suitor Attacks”                                     | 1:15                                                 |
| 14.                                                  | „Basement Storage”                                   | 2:12                                                 |
| 15.                                                  | „Brennenburg Theme”                                  | 3:13                                                 |
| 16.                                                  | „Hub”                                                | 1:33                                                 |
| 17.                                                  | „Ending: Alexander (Alternative Version)”            | 2:13                                                 |
| 18.                                                  | „Bridges”                                            | 1:06                                                 |
| 19.                                                  | „The End”                                            | 2:05                                                 |
|                                                      |                                                      | 34:41                                                |

## Zawartość do pobrania
12 kwietnia 2011 roku Frictional Games opublikowało za darmo dodatkowy poziom dla właścicieli gry w usłudze Steam. Jego akcja dzieje się w innym miejscu niż podstawowa gra, a gracz wciela się w inną osobę. Wydanie Justine na Steamie było sposobem promocji nadchodzącej gry Portal 2, gdyż po ukończeniu kampanii w 100% odblokowana zostaje wiadomość od fikcyjnej firmy Aperture Science. 17 maja 2011 roku zawartość została udostępniona na wszystkie obsługiwane przez grę platformy jako część aktualizacji gry do wersji 1.2.

### Inne historie
14 września 2011 roku twórcy poinformowali o wydaniu edytora do gry pozwalającego na tworzenie własnych modyfikacji, które mogą być wczytane z poziomu menu gry. Dla silnika HPL Engine 2 zostały wydane różne narzędzia pozwalające na opracowanie własnych poziomów, modeli, efektów cząsteczkowych i materiałów przy użyciu interfejsu podobnego do programu Valve Hammer Editor. Logika gry może być realizowana za pomocą języka skryptowego AngelScript. We wrześniu 2012 roku gra zajmowała drugie miejsce w rankingu popularności serwisu Mod DB. Do czerwca 2023 roku stworzono do niej ponad 1000 modyfikacji, które według twórców zwiększyły popularność i „żywotność” gry. W czerwcu 2023 roku twórcy uruchomili Warsztat Steam dla gry na tej platformie.

## Odbiór i sprzedaż
Gra zyskała pozytywne recenzje, osiągając średnią ocen 86,09% w serwisie GameRankings i 85/100 w Metacritic. Krytycy chwalili ją za złowieszczą atmosferę, elementy horroru, oprawę audiowizualną i zagadki wykorzystujące fizykę. Za wady uznali natomiast sposób przedstawiania fabuły, niektóre elementy oprawy graficznej oraz grę aktorów głosowych.
John Walker ze strony Rock, Paper, Shotgun nazwał Mroczny obłęd najstraszniejszą produkcją, jaką kiedykolwiek stworzono. Podobną opinię wydał Brett Todd z serwisu GameSpot, który stwierdził, że Amnesia z pewnością zajmie miejsce pośród najbardziej przerażających gier grozy. Ben Croshaw w swoim programie Zero Punctuation przyznał jej czwarte miejsce swojego rankingu najlepszych tytułów 2010 roku, mówiąc, że nie jest doskonała, ale stanowi niemal doskonały środek na zatwardzenie. Rafał Fluderski z czasopisma „CD-Action” stwierdził, że studio Frictional Games stworzyło „z pomocą niezwykle skromnych środków jedną z najbardziej przerażających produkcji w historii”. Nathaniel Berens z serwisu Adventure Gamers napisał, iż w ciągu ostatniej dekady grał w niezliczone ilości gier grozy, ale tylko nieliczne z nich były tak spójnym i bezwzględnie przerażającym doświadczeniem jak Amnesia. Według Quintina Smitha z serwisu Eurogamer gra jest bliska doskonałości, jednak krótki czas rozgrywki i niewystarczająca ilość zawartości czyni z niej zmarnowaną okazję. Polecił on ją jednak wszystkim fanom horrorów, stwierdzając, że jest odważnym eksperymentem i potrafi sprawić, aby gracz czuł się naprawdę nieswojo. Recenzent „Game Informera”, Adam Biessener, stwierdził, że studio Frictional Games stworzyło grę niepodobną do żadnej tradycyjnej gry grozy. Charles Onyett z IGN-u oświadczył, że tytuł straszy od pierwszych chwil, a przerażenie tylko narasta wraz z postępami w rozgrywce. Szymon Liebert z portalu Gry-Online określił ją jako „prawdziwy rarytas dla fanów horroru”, gdyż „Frictional Games w dalszym ciągu czerpie żywcem z twórczości Lovecrafta i jego stylistyki”. Richard Mitchell z Joystiqa przyznał, że Amnesia nie jest produkcją dla wszystkich, lecz dla miłośników gier grozy będzie prawdziwie przerażającym doświadczeniem.
Na początku października 2010 roku sprzedaż gry pokryła koszty produkcji. W styczniu 2011 roku sprzedaż osiągnęła 200 000 sztuk, a w lipcu tego samego roku wyniosła 350 000 sztuk. Rok po wydaniu gry producenci oznajmili, że sprzedano około 391 102 egzemplarzy, a miesięcznie nadal sprzedaje się około 6000 egzemplarzy. Dwa lata po wydaniu twórcy ogłosili, że sprzedano około milion sztuk gry, a przychody ze sprzedaży przekroczyły ponad dziesięciokrotnie koszty produkcji.
Portal IGN w konkursie najlepszych gier PC 2010 roku przyznał produkcji nagrody „Coolest Atmosphere” i „Best Horror Game”, a nominował do „Best Story” i „PC Game of the Year”. Serwis Adventure Gamers natomiast nagrodził ją w kategoriach „Best Sound Effects”, „Best Independent Adventure” i „Best First-Person PC Adventure”. Na Independent Games Festival w 2011 roku gra zdobyła nagrody Excellence in Audio i Technical Excellence oraz Direct2Drive Vision Award, dzięki której twórcy otrzymali 10 000 USD. W 2012 roku gra weszła w skład Humble Indie Bundle V. W 2015 roku w rankingu portalu Kotaku Amnesia początkowo umieszczona została na drugim miejscu najlepszych gier grozy, ustępując jedynie grze P.T., jednak nadano jej miejsce pierwsze, po tym jak P.T. zostało usunięte z dystrybucji przez Konami. W 2017 roku GamesRadar+ umieścił ją na trzecim miejscu najlepszych gier grozy wszech czasów, chociaż na zrewidowanej liście z 2019 roku umieszczona została niżej na miejscu 14. W 2018 roku w rankingu portalu The A.V. Club Amnesia uzyskała siódme miejsce na liście 35 najwspanialszych gier grozy wszech czasów.

## Kontynuacje
W lutym 2012 roku ujawniono, że w produkcji znajduje się gra Amnesia: A Machine for Pigs. Została ona stworzona przez The Chinese Room przy współpracy z Frictional Games. Akcja gry toczy się w 1899 roku w Londynie podczas epoki wiktoriańskiej. Głównym bohaterem jest Oswald Mandus, który po powrocie z fatalnej podróży do Meksyku zapada w śpiączkę i śni o tajemniczej maszynie. Po przebudzeniu zdaje sobie sprawę, że jego sny zaczynają się urzeczywistniać. 14 czerwca 2012 roku opublikowano pierwszy zwiastun gry. Pierwotnie miała ukazać się w czwartym kwartale 2012 roku, ale autorzy zdecydowali się opóźnić premierę, aby ją dopracować. Produkcja zadebiutowała 10 września 2013 roku w serwisach dystrybucji cyfrowej na platformach Windows, OS X i Linux.
6 marca 2020 roku Frictional Games ogłosiło grę Amnesia: Rebirth, która ukazała się 20 października 2020 roku na komputerach osobistych i konsoli PlayStation 4. Jej główną bohaterką jest Tasi Trianon, a akcja osadzona została na terenie algierskiej pustyni.
Kolejna gra z serii, Amnesia: The Bunker, ukazała się 6 czerwca 2023 roku, a jej akcja dzieje się w bunkrze z czasów I wojny światowej.